# Gyrstinge
Gyrstinge ist ein Ort auf der dänischen Insel Seeland. Er gehört zur Gemeinde Ringsted in der Region Sjælland und zählt 355 Einwohner (Stand 1. Januar 2023).

## Entwicklung der Einwohnerzahl
| Jahr           | Einwohner |
| -------------- | --------- |
| 1. Januar 1976 | 209       |
| 1. Januar 1981 | 213       |
| 1. Januar 1986 | 210       |
| 1. Januar 1990 | 272       |
| 1. Januar 1996 | 309       |
| 1. Januar 2000 | 320       |
| 1. Januar 2004 | 345       |
| 1. Januar 2008 | 364       |
| 1. Januar 2010 | 353       |

## Verwaltungszugehörigkeit
- bis 31. März 1966: Landgemeinde Gyrstinge, Sorø Amt
- 1. April 1966 bis 31. März 1970: Landgemeinde Fjenneslev, Sorø Amt
- 1. April 1970 bis 31. Dezember 2006: Ringsted Kommune, Vestsjællands Amt
- seit 1. Januar 2007: Ringsted Kommune, Region Sjælland